# Papierfabrik (Calbe)

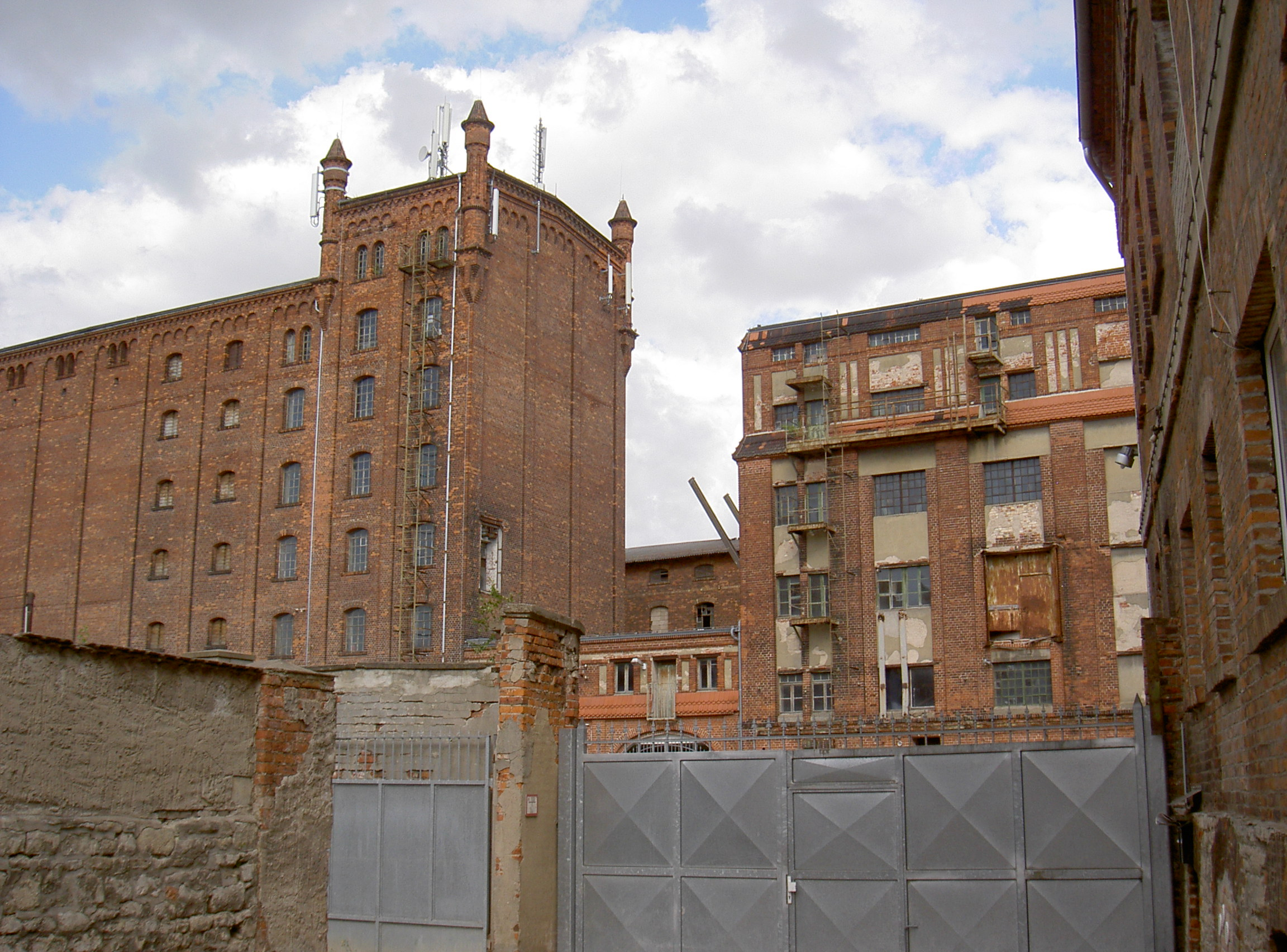
Calbe, Alte Mühle, Papierfabrik

Die Papierfabrik in Calbe (Saale) besteht aus mehreren, zum großen Teil im 19. Jahrhundert erbauten Gebäuden links und rechts des Mühlenkanals in Calbe. Diese Gebäude und ihre Vorgänger dienten seit dem 12. Jahrhundert als Getreide- und Sägemühle und ab dem 1834 auch als Papierfabrik. Heute befindet sich hier eine Turbine zur Stromerzeugung.

## Geographie
Die Saale, das Wehr und die Gebäude der Alten Mühle befinden sich direkt hinter den Häusern auf der Ostseite des Marktplatzes von Calbe. Eine Straße führt vom Marktplatz etwa 50 Meter weit direkt zum Wehr, das den Mühlgraben von der Saale ableitet. Vom Wehr und von der dahinter liegenden Insel aus hat man einen guten Blick auf die Anlagen.
Die Saale wird bei Calbe künstlich in drei Arme aufgespalten. Der östlichste Arm ist der Schleusengraben Calbe. Er dient der Schifffahrt und enthält die Schleuse Calbe. Der mittlere Arm ist die eigentliche Saale, die durch ein 152 Meter langes Wehr aufgestaut wird. Dieses Wehr sichert den nötigen Wasserstand in der Schleuse. Außerdem zweigt es den dritten, westlichsten Saalearm ab, den Mühlgraben, der früher auch als Hafen diente. Im Mühlgraben befindet sich ein Wasserkraftwerk zur Stromerzeugung.

## Geschichte
Im 12. Jahrhundert gab es die ersten Mühlen in Calbe. Die Saale bildete eine wichtige Handelsstraße von Nord nach Süd und förderte so die Entwicklung der Stadt Calbe. 1366 entstanden in Calbe die ersten Holzschleusen.

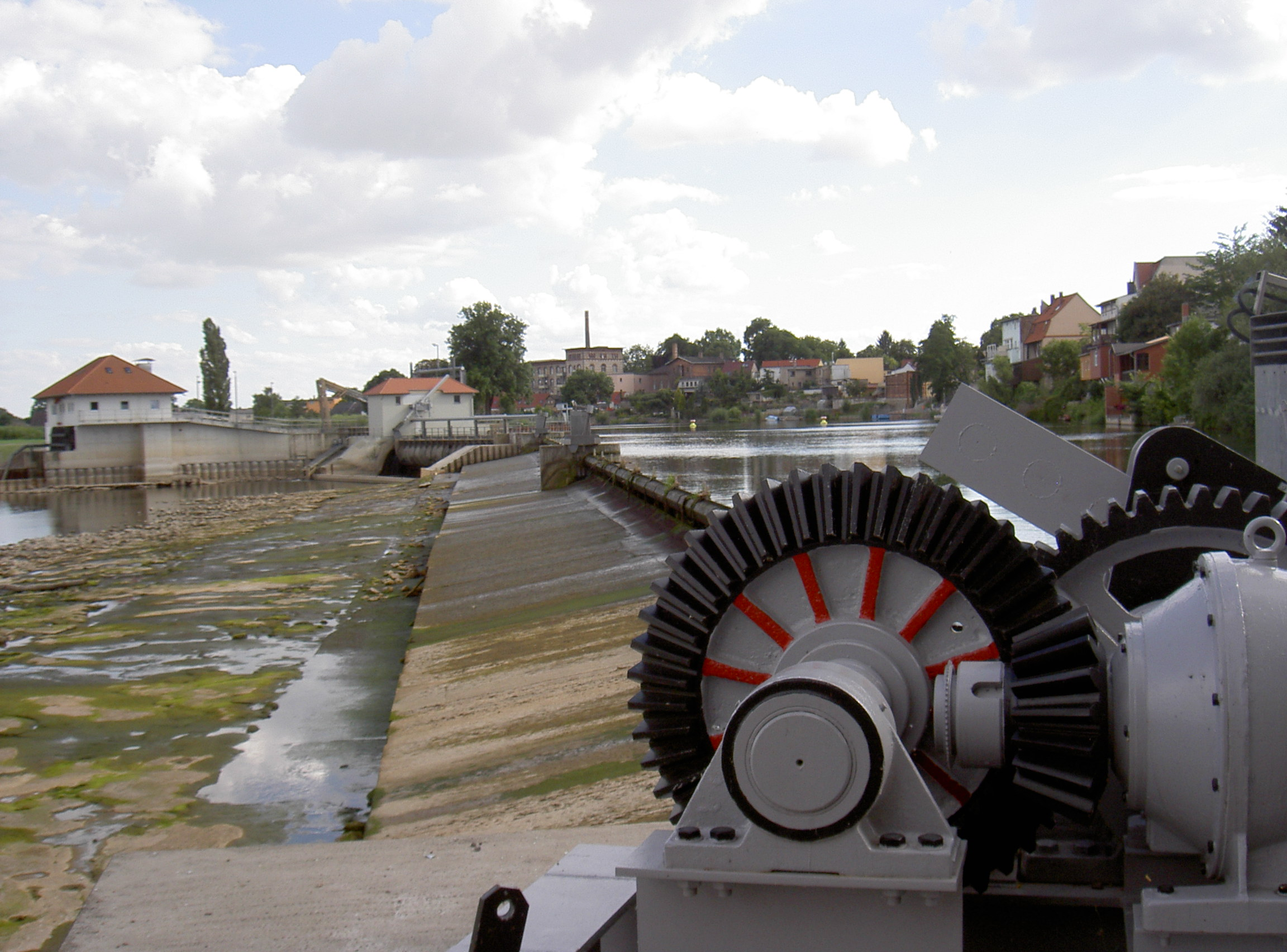
Calbe, Wehr

1503 wurde mit Hilfe der Einwohner von Calbe ein Wehr – der sogenannte Damm – in der Saale errichtet. Der Mühlgraben, der beim Wehr abzweigte, bildete einen Hafen in dem 1556 bis 1559 113 Handelsschiffe anlegten. Hauptsächlich brachten diese Schiffe Feuerholz für das Staßfurter Salzwerk. Als Holz- und Kohlenplatz existierte diese Anlegestelle bis ins 20. Jahrhundert.
Nach mehrfacher Erneuerung der Holzschleusen wurde 1694–97 die erste steinerne Schleuse gebaut. Im 18. Jahrhundert wurde die Schiffbarkeit der Saale durch den Bau von weiteren Schleusen bei Calbe verbessert.
1834 erwarb der Kaufmann Brückner die Alte Mühle. Er modernisierte die Getreidemühle. Zusätzlich baute er eine Papierfabrik, wo er die Wasserkraft zum Kneten der Zellulose und zur Herstellung von Büttenpapier nutzte.
In der Revolution 1848 kämpften die Mühlenarbeiter von Calbe auf Seiten der Revolutionäre gegen die Bürgerwehr.
1870 wurde die heutige 152 Meter lange Wehrmauer gebaut. Die Wasserräder wurden durch Turbinen ersetzt und es wurde elektrischer Strom erzeugt. Eines der alten Schwungräder mit einem Durchmesser von 5 Metern ist seitlich der Gebäude ausgestellt.

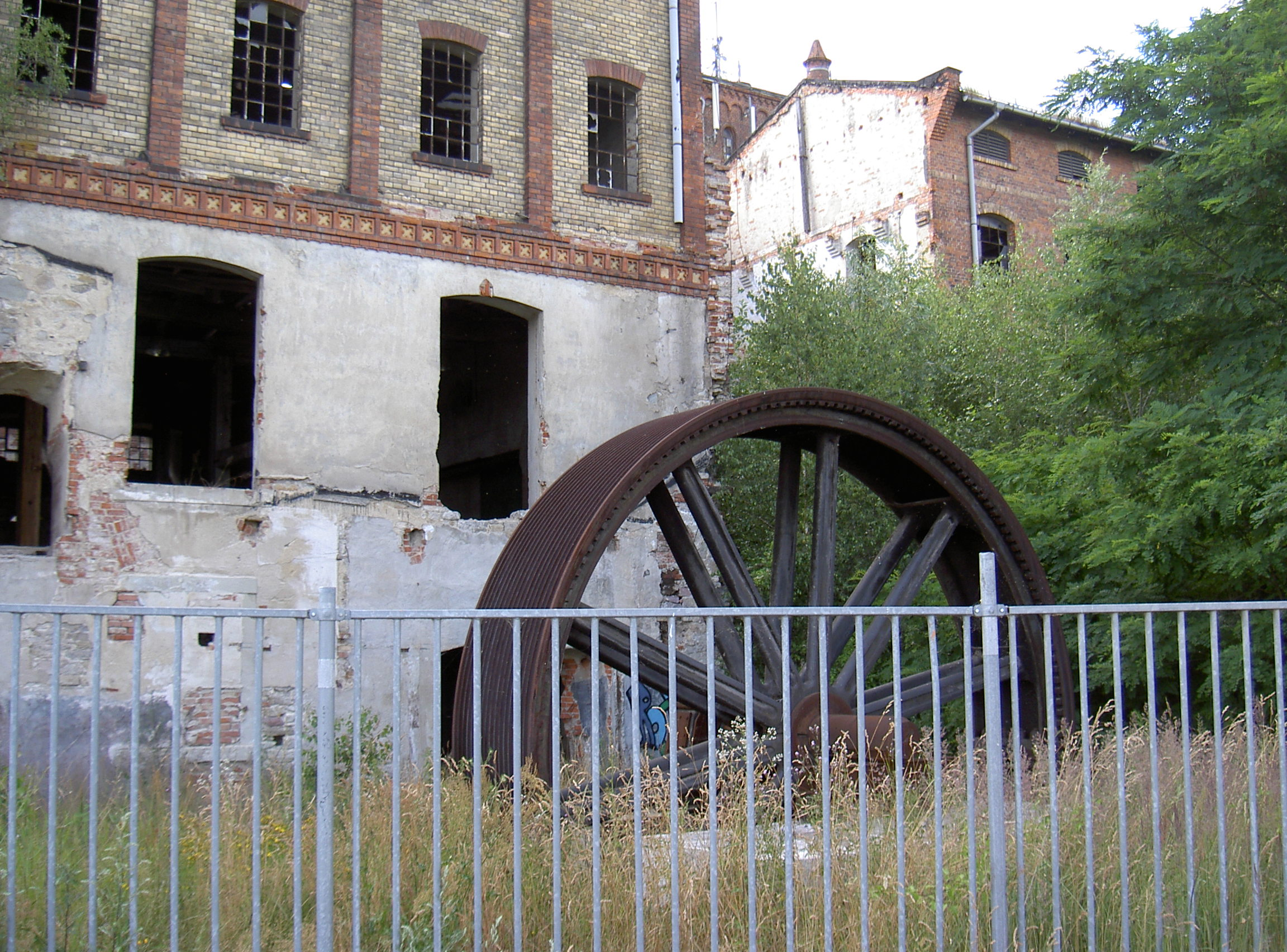
Calbe, Alte Mühle, Papierfabrik, altes Schwungrad

In den Tagen des Volksaufstands vom 17. Juni 1953 protestierten Arbeiter der Papierfabrik gegen die schlechten Lebensbedingungen in der DDR. Einige von ihnen wurden wegen staatsfeindlicher Hetze verhaftet.
1956 wurde die Wehrmauer erhöht. Am Wehr befand sich eine Anlage mit 26 beweglichen Wehrtafeln, über die das Oberwasser an der Schleuse Calbe vom Schleusenmeister reguliert wurde.
1968 wurde ein hydraulisches Dachwehr installiert, das um 78 Zentimeter höher war als das alte Wehr. Heute (2014) befindet sich in der Alten Mühle ein Wasserkraftwerk zur Stromerzeugung.
Die Gebäude der alten Papierfabrik in Calbe stehen unter Denkmalschutz. Leider wurden sie in den letzten Jahren immer wieder Opfer von Brandanschlägen und machen einen etwas ruinösen Eindruck.